# アロイス・ブルンナー
アロイス・ブルンナー（Alois Brunner、1912年4月8日 - 2001年もしくは2010年?）は、ドイツのナチス親衛隊隊員。最終階級は親衛隊大尉。
アドルフ・アイヒマンの副官だった人物で、アイヒマンとともにユダヤ人の大量移送に責任を負うが、ドイツの敗戦後シリアへ逃亡した。シリア政府は各国のブルンナー引き渡し要求に応じなかった。

## 生い立ちと戦中の戦争犯罪について
オーストリア・ハンガリー帝国（ハンガリー王国）のナディクート（現在のブルゲンラント州ローアブルン）出身。19歳の時にフュルステンフェルトでオーストリア・ナチ党に入党。ブルンナーは周囲にグラーツ警察学校の出身であることを自慢していたが、そこにいたのは1932年10月から1933年1月の間のわずか3か月間だった。はじめ突撃隊（SA）隊員だったが、1938年のオーストリア併合を機にウィーンに移り、親衛隊（SS）に入隊した。
1939年にはウィーンにあったアドルフ・アイヒマンの「ユダヤ人移送局」に配属され、アイヒマンの補佐役として、主にユダヤ人追放にかかわり、時には殴打や拷問などを行なっていた。1943年2月までにオーストリアのユダヤ人4万7000人を移送させた。これらの「功績」でブルンナーは一気に昇進し、1940年4月20日、総統誕生日を機に親衛隊少尉、同年11月9日に親衛隊中尉、1942年1月30日の政権奪取記念日に親衛隊大尉へと昇進している。
1943年2月からギリシャのテッサロニキへ赴任。ブルンナーは同地のユダヤ人有力者25人を人質にとり、命令に従わぬ場合彼らを射殺するとユダヤ人社会を脅迫。テッサロニキとマケドニアにいる5万8000人のユダヤ人のうち4万4000人を移送させた。1943年6月からはパリに派遣され、ここでもユダヤ人2万7000人ほどを移送する。その後スロバキアに派遣され、1万4000人のユダヤ人を移送。続いてハンガリーへ派遣され、1万2000人を移送している。
戦時中のブルンナーは一貫してユダヤ人移送に従事し、戦場へ出されることは一度もなかった。

## 戦後のシリア逃亡について
ドイツ敗戦時、アロイス・ブルンナーは、ウィーンで逮捕され、裁判を経て1946年5月に処刑されたと思われていた。しかし、実際には、アロイス・ブルンナーと名前の似ているゲシュタポ局員のアントン・ブルンナーという人物が処刑されていた。（本物の）ブルンナーは、SS隊員が、施していた血液型の入れ墨もしていなかったため、SS隊員であることが露見せず、戦後は、「アロイス・シュマルディーンスト」という偽名を名乗り、一時は米軍基地の運転手をするなど一般社会に溶け込んでいた。しかし、やがて、ブルンナーは戦犯として手配されることとなる。1953年12月には、フランスで、ブルンナーは欠席裁判のまま、死刑判決を受けていた。当時、ブルンナーは西ドイツの首都ボンに潜伏していた。また、1953年には、西ドイツにおいても、ナチスの戦犯の裁判が始まり、ブルンナーは窮地に立たされていた。こうして、ブルンナーは、自身と顔がよく似ている元SS高級将校のゲオルク・フィッシャーという人物のパスポートを盗み、エジプトへと逃亡した。エジプトに逃亡したブルンナーであったが、同国では虐殺の専門家の居場所はなく、ほどなくシリア共和国のダマスカスへと逃亡した。
シリアに渡ったブルンナーは、同地で実業家から支援を受けて、事業を展開し、これがうまく行き、1957年にはダマスカスの高級住宅街に居宅を構えるようになる。しかし、1959年になると、イスラエルの諜報機関モサドによるナチス戦犯の追跡が始まり、1961年1月には、ブルンナーのシリアでの所在地が特定されてしまう。同年9月、モサドは小包爆弾によるブルンナー暗殺計画を実行に移した。結果的には、ブルンナー暗殺は失敗に終わるが、ブルンナーは小包爆弾によって、左目を失明し、左腕、右目を負傷した。ブルンナーの暗殺未遂事件を受けて、当時のシリア政府は、ブルンナーが死去したと虚偽の発表を行なった。ブルンナーはシリア政府から治療を施された。ブルンナーは、西ドイツに入国した場合、逮捕されることが確実であり、一方在シリアの西ドイツ大使館は（生きているなら）ブルンナーのシリア追放を訴えかけていたためであった。
その後、モサドからの暗殺は一時、沙汰止みとなっていたが、1977年、イスラエルの新首相にメナヘム・ベギンが就任し、風向きが変わる。ベギンは、ホロコーストを体験しており、モサドにナチス戦犯の捜索を行うよう依頼した。これにより、モサドは再びブルンナーの暗殺計画を実行する。モサドは、ブルンナーが郵送で購読している雑誌を把握しており、その雑誌に爆弾を仕掛けることを思いつき、1980年7月1日、ブルンナーが購読している雑誌の郵送物を開封した瞬間、爆弾が炸裂した。だが、火薬量が少なかったため、ブルンナーは指を数本失ったものの、無事だった。こうして、モサドはブルンナーの殺害をあきらめた。1985年10月には、ブルンナーは、ドイツの雑誌「ブンテ」のインタビューに応じた。また、1986年と1987年にもインタビューに応じて、ホロコーストに対しては反省の姿勢は見られなかった。
ブルンナーのインタビューを受けて、ハーフェズ・アサド政権は、対外的には、（ブルンナーの）死亡を発表していたことや、西ドイツの首相ないし大統領がシリアを訪れた際には、ブルンナーの消息について尋ねられるなどしたため、ブルンナーに対して行動制限をかけた。なお、アサド政権は、西ドイツの政府要人からのブルンナーの消息照会や身柄引き渡しについては、一貫して当該人物はいないため、身柄を引き渡せないと回答していた。西ドイツ政府は、ブルンナー逮捕につながる情報提供者には50万マルクを報奨金として渡すと宣言した。
ブルンナーは、ダマスカスに所在し、行動制限がかけられることとなった。旅行時に監視がつく程度だった行動制限は、次第に厳しくなり、自宅の外から鍵をかけられるなどされるようになっていた。監視している警備員から危害を加えられることはなかったものの、かといってブルンナーを健康な状態にすることも望まれていなかった。ブルンナーは、遂には自宅から連れ出され、シリアの秘密警察の地下独房で監禁され、二度とそこから出ることは無かった。独房で出される食事は、軍のレーションか、もしくは卵かジャガイモで、入浴も制限され、まともな医療も受けられず、苦しみの中で彼は泣き暮らした。この状態は2001年の死去まで続く事となる。ブルンナーの監視に当たった人物は、「動物にだってこんな扱いをすべきではないだろう。」と述べた。死去した年については、2010年に死亡と推定する資料もある。